# ラリー・クレイグ
ローレンス・エドウィン（ラリー）・クレイグ（Lawrence Edwin "Larry" Craig、1945年7月20日 - ）は、アメリカ合衆国の政治家。共和党所属。アイダホ州選出の連邦下院議員（1981年 - 1991年）や同連邦上院議員（1991年 - 2009年）を歴任した。
共和党内でも保守派に属するとされる。同性愛者の権利拡大については、慎重な姿勢をとっている。

## 生い立ちおよび初期の経歴
クレイグはアイダホ州カウンシルで、エルヴィン・オレン・クレイグとドロシー・レノール・マッコード夫妻の間に生まれる。ワシントン郡ミッドヴェールの牧場で成長し、1969年にアイダホ大学を卒業、政治学の学士号を授与された。アイダホ大学では学生会の会長を務め、デルタ・カイの会員であった。その後ジョージ・ワシントン大学の大学院で学び、1971年に家族の牧場に戻った。1970年から72年まで陸軍州兵を務め、名誉除隊時の階級は上等兵であった。
クレイグは1983年にスザンヌ・トンプソンと結婚し、彼女の3人の子供を養子にした。クレイグには養子の子を含めて9人の孫がいる
クレイグは1974年にアイダホ州上院議員に選出され、1976年および1978年に改選された。
1980年、空席となっていたアイダホ州第1選挙区の連邦下院議員議席を獲得する。共和党のスティーブ・シムズの後任として、4度の改選を経て1991年まで下院議員職を務めた。下院において彼は職業教育を広げるためロナルド・レーガン大統領を支援した。

## 不祥事

### 空港トイレでの逮捕
クレイグは2007年6月11日、ミネアポリス・セントポール国際空港男子トイレにて私服警察官に対しみだらな行為を行おうとしたところを逮捕された。2007年8月8日の罪状認否にて罪状を認め、クレイグは風紀紊乱罪違反の罰金を納付した。

#### 事件の概要
逮捕した警察官の証言によると、男子トイレ個室に警察官が入っていたところ、クレイグがドアの隙間から覗いたり、足を差し出して踏み鳴らすというゲイ同士の合図をしたうえ、警察官に対し「手で意味深長な仕草」をしたとされる。
しかし、クレイグは、2007年8月28日の会見にて、マスコミの追及や地元選挙区での噂にストレスを感じたため、判断を誤り罪状を認めてしまったと理由を説明し、罪状を認めたことは「過剰反応だった」としている。さらに、警察官はクレイグの動作を誤解してしまっただけであり、不適切な行為はしていないと語っている。

#### 事件の影響
党所属連邦議会議員の風紀紊乱罪での逮捕は、共和党にも影響を与えている。特に、クレイグが警察官に対し、取り調べ中に上院議員の名刺を見せたとされ、この点が問題視されている。
共和党上院院内総務のミッチ・マコーネルは、党による調査の実施や上院倫理委員会への報告を予定している。